# Steve Bannon
Stephen (Steve) Kevin Bannon, född 27 november 1953 i Norfolk i Virginia, är en amerikansk affärsman, bankir och politisk rådgivare. Han är en inflytelserik profil inom den konservativa politiken i USA.
Han var Vita husets chefsstrateg under USA:s president Donald Trump i drygt ett halvår (den 20 januari till den 18 augusti 2017) innan han sparkades av Trump, efter en lång tid av interna strider och meningsskiljaktigheter. Före och efter detta ledde han nyhetssajten Breitbart News.
I november 2020 avstängdes permanent Bannons Twitter-konto efter att han föreslog att Dr. Anthony Fauci och FBI-chefen Christopher Wray bör halshuggas.

## Karriär
Bannon avlade kandidatexamen 1976 vid Virginia Tech. År 1983 avlade han masterexamen i företagsekonomi vid Harvard University. Bannon har även en masterexamen i National Security Studies från Georgetown University.
Han har haft en brokig karriär, bland annat sju år som löjtnant i USA:s flotta som fartygsbefälhavare och i Pentagon, investmentbankstjänsteman på Goldman Sachs under fyra år, egenföretagare som finansiell rådgivare med inriktning mot underhållningsbranschen samt förläggare av konservativ litteratur och andra media. Han kom därefter till Andrew Breitbarts nyhets- och opinionssajt Breitbart News, och blev efter Breitbarts död daglig ledare för denna fram till augusti 2016.
Den 17 augusti 2016 började han arbeta för Donald Trumps pågående presidentkampanj. Efter presidentvalet 2016 utsågs han till Vita husets chefsstrateg, vilket var en nyinrättad befattning. Han fick också plats i nationella säkerhetsrådet, men den 5 april 2017 fick han lämna den posten efter en ommöblering orkestrerad av Trump och Trumps nya säkerhetsrådgivare general H.R. McMaster. Hans ställning i Vita huset ifrågasattes under flera månader, bland annat av Jared Kushner. Bannon anses bland annat ha varit initiativtagare till Trumps kritiserade inreseförbud för människor från länderna Irak, Iran, Libyen, Somalia, Sudan, Syrien och Jemen. Den 18 augusti 2017 sparkade Trump honom och han lämnade samma dag sin post som chefsstrateg.
Efter sejouren i Vita Huset återgick Bannon till sitt tidigare arbete som ledare för Breitbart News. I januari 2018 fick han lämna Breitbart News.
Bannon stod 2021 åtalad för att ha förskingrat en miljon dollar från Trumpväljare som stöttat projektet att bygga en mur vid USA:s gräns mot Mexiko. I samband med att Donald Trump avgick benådade han Bannon på grund av att han ”har varit en viktig ledare i den konservativa rörelsen och är känd för sin politiska skicklighet”.
Bannon dömdes senare till fyra månaders fängelse för trots mot USA:s kongress och började avtjäna sitt straff den 1 juli 2024